# طريق 60 (الأردن)
طريق 60 المعروف أيضاً باسم طريق الطفيلة هو الطريق السريع بين الشرق والغرب في محافظة الطفيلة. يبدأ من طريق 15 وينتهي على طريق 65. طريق 60 هو الطريق الرئيسي المؤدي إلى مدينة الطفيلة.